# 李开
李开（1917年—2013年），中华人民共和国军事人物，正军级将领，开国大校，中国轻武器研制领导人之一。

## 生平
浙江宁波人，1936年9月，参加革命，加入晋察冀军区游击支队；1938年6月，加入中国共产党。抗美援朝战争期间，担任抗美援朝回练部部长。历任宣传股股长、教导员、团政委、师副政委。曾任高级炮兵学校训练部部长。曾任第三炮兵技术学校校长。曾历任中国人民解放军总后勤部军械部科学研究局局长，中国人民解放军总后勤部军械部副部长等职。
2013年11月5日，因病在北京逝世，享年96岁。

## 访谈
- 《中国轻武器自强之路——访原总后军械部副部长李开》，《兵器知识》1996年第12期，于威著[4]